# Arbetsdomstolen (Sverige)
Arbetsdomstolen, AD, är en specialdomstol i Sverige vars syfte är att göra domstolsprövningar i arbetsrättsliga mål. Domstolen inrättades den 1 januari 1929.
Fackföreningar och arbetsgivare kan väcka talan direkt i Arbetsdomstolen. En arbetstagare kan även väcka talan mot sin arbetsgivare vid en tingsrätt och Arbetsdomstolen är då överinstans. Domstolens verksamhet regleras i lagen om rättegången i arbetstvister. Domstolens dom kan inte överklagas.

## Sammansättning
Arbetsdomstolen består av högst fyra ordförande, högst fyra vice ordförande samt sjutton andra ledamöter. Ledamöterna utses av regeringen.

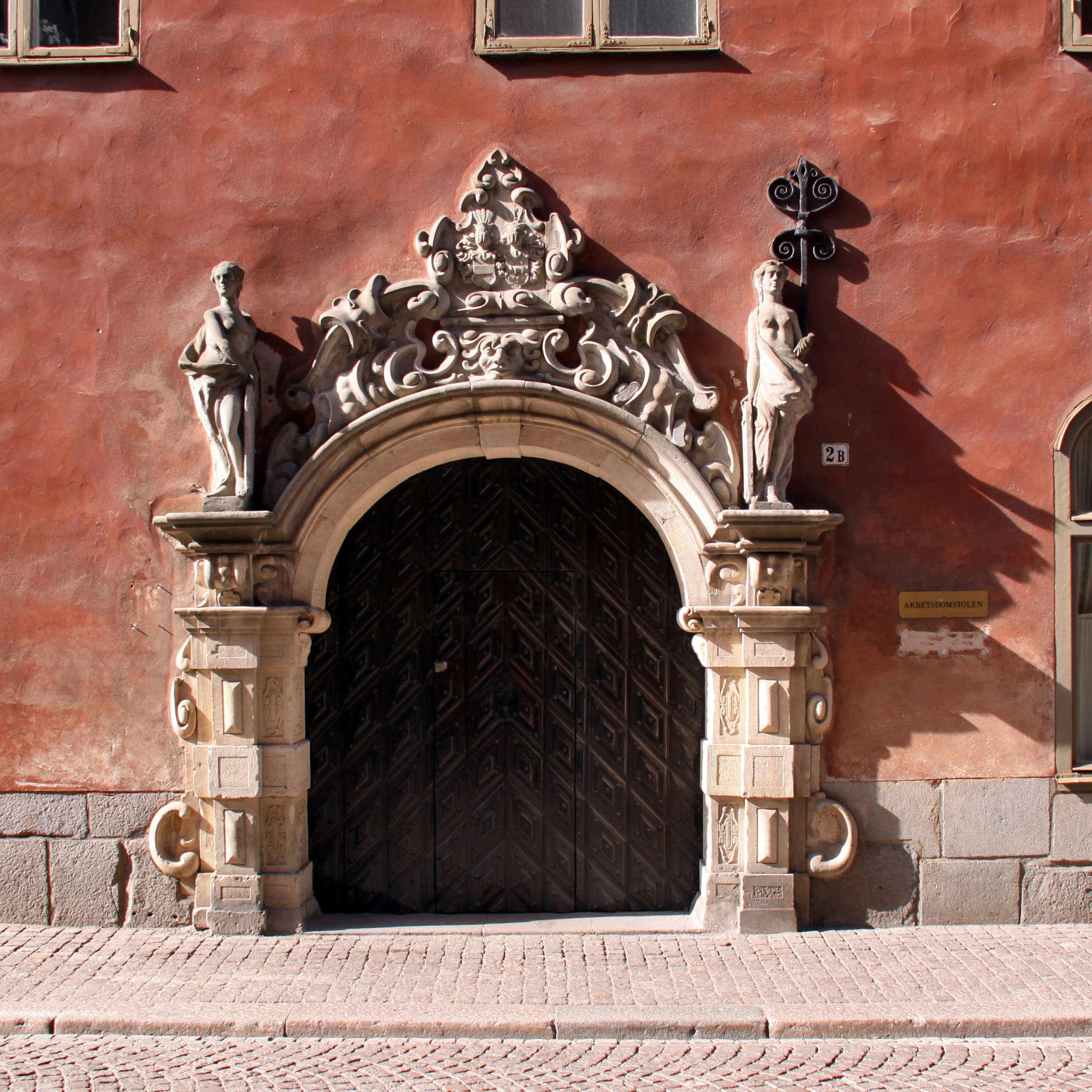
Arbetsdomstolens ingång i Ryningska palatset, Stora Nygatan 2.

Ordförande, vice ordförande och tre andra ledamöter utses bland personer som ej kan anses företräda arbetsgivar- eller arbetstagarintressen. Ordförande och vice ordförande ska vara lagkunniga och ha domarerfarenhet. De tre andra ledamöterna skall ha särskild insikt i förhållandena på arbetsmarknaden. Av övriga fjorton ledamöter utses fyra efter förslag av arbetsgivarorganisationen Svenskt Näringsliv, en efter förslag av Svenska kommunförbundet, en efter förslag av Landstingsförbundet, en efter förslag av Arbetsgivarverket, fyra efter förslag av Landsorganisationen i Sverige, två efter förslag av Tjänstemännens centralorganisation och en efter förslag av Sveriges Akademikers Centralorganisation.
Denna sammansättning innebär att de lagfarna domarna är i minoritet i domstolen. En omtvistad fråga är om systemet med intresseledamöter som utses på förslag av arbetsmarknadens parter är förenligt med kravet att en domstol ska vara oavhängig (oberoende) och opartisk i den mening som avses i artikel 6.1 i Europakonventionen. Det framgår inte av Europadomstolens praxis att intresseledamöter rent generellt bör betraktas som partiska enbart av den anledningen att de organisationer som föreslagit dem har intressen som kan stå i strid med ett partsintresse. En intresseledamots oberoende och opartiskhet kan emellertid ifrågasättas i ett enskilt fall.

## Lokaler
Domstolens lokaler finns på Stora Nygatan 2 i Gamla Stan i Stockholm. Ibland kallas fastigheten Amiral Rynings palats men det är strängt taget endast palatsets magasin som Arbetsdomstolen förfogar över. Magasinet är i dag domstolens stora sessionssal.